# Pilotrichidium callicostatum
Pilotrichidium callicostatum är en bladmossart som beskrevs av Georg Friedrich von Jaeger 1877. Pilotrichidium callicostatum ingår i släktet Pilotrichidium och familjen Hookeriaceae. Inga underarter finns listade i Catalogue of Life.